# Rotiboszanger
De rotiboszanger (Phylloscopus  rotiensis) is een endemische vogelsoort uit de familie van de Phylloscopidae. De vogel werd in 2018 geldig beschreven en veel eerder al ontdekt op het eiland Roti het meest zuidelijke eiland van de Kleine Soenda-eilanden (Indonesië).

## Kenmerken
Deze boszanger heeft het formaat en het gewicht van een fitis (P. trochilus), maar verschilt sterk van alle andere boszangers door een opvallend lange snavel. Verder heeft de vogel een opvallend brede, naar achter doorlopende lichte wenkbrauwstreep.

## Verspreiding en leefgebied
Het is een vogel van natuurlijk tropische bos en secundair bos. Het eiland Roti is dicht bevolkt en heeft een droog klimaat.

## Taxonomie
Al in 2004  trok een fitis-achtige vogeltje de aandacht van de Australische bioloog Colin Trainor tijdens zijn verblijf op Roti, een klein eiland ten zuiden van het eiland Timor. Vijf jaar later fotografeerde de Belg Philippe Verbelen deze eigenaardig uitziende fitis.Tussen 29 november en 2 december 2015 werd veldonderzoek verricht door een ploeg van biologen. Er werden met mistnetten vogels gevangen en bloedmonsters genomen. Er volgde DNA-onderzoek en de geluiden werden nauwkeurig vastgelegd en geanalyseerd. Op grond van diverse uiterlijke kenmerken, vooral de relatief lange snavel en op grond van genetische verschillen met Phylloscopus-soorten op het naburige Timor, wordt aannemelijk dat hier sprake is van een andere soort. De vogel blijkt ook beter aangepast aan droge omstandigheden. Boszangers zijn meestal beweeglijke vogels die tijdens het foerageren groene blaadjes afzoeken. Deze nieuwe soort, Phylloscopus rotiensis  zocht vooral ook de bast van bomen af. De geluiden verschillen niet zo nadrukkelijk van de geluiden van verwante soorten uit de buurt.

## Status
De onderzoekers stellen voor de vogel als kwetsbaar op de Rode Lijst van de IUCN te plaatsen omdat op het dicht bevolkte eiland veel bos verloren is gegaan en er nog steeds bos wordt omgezet in gebied voor agrarisch gebruikt.